# Листопад (кінофестиваль)
Мінський міжнародний кінофестиваль «Листопад» (біл. Лістапад) — щорічний кінофестиваль, що відбувається з 1994 року в Мінську. Міжнародна федерація асоціацій кінопродюсерів (FIAPF) акредитувала його як спеціалізований конкурсний фестиваль фільмів країн Балтії, Центральної Азії, а також країн Центральної та Східної Європи.

## Ґран-прі за найкращий фільм

### Голосуванням глядачів (1994—2009)
- 1994 — «Анна: від 6 до 18», реж. Микита Міхалков (Росія)
- 1995 — «Усе буде добре», реж. Дмитро Астрахан (Росія)
- 1996 — «Кавказький бранець», реж. Сергій Бодров-старший (Росія)
- 1997 — «Брат», реж. Олексій Балабанов (Росія)
- 1998 — «Країна глухих», реж. Валерій Тодоровський (Росія)
- 1999 — «Ворошиловський стрілок», реж. Станіслав Говорухін (Росія)
- 2000 — «Російський бунт», реж. Олександр Прошкін (Росія, Франція)
- 2001 — «Приходь на мене подивитися», реж. Олег Янковський, Михайло Агранович (Росія)
- 2002 — «Зозуля», реж. Олександр Рогожкін (Росія)
- 2003 — «Повернення», реж. Андрій Звягінцев (Росія)
- 2004 — «Водій для Віри», реж. Павєл Чухрай (Росія)
- 2005 — «Не хлібом єдиним», реж. Станіслав Говорухін (Росія)
- 2006 — «Мені не боляче», реж. Олексій Балабанов (Росія)
- 2007 — «Життя інших», реж. Флоріан Генкель фон Доннерсмарк (Німеччина)
- 2008 — «Пасажирка», реж. Станіслав Говорухін (Росія)
- 2009 — «Світ величезний і порятунок ховається за рогом», реж. Стефан Командарев (Болгарія, Німеччина, Словенія, Угорщина)

### Рішенням журі (з 2010)
- 2010 — «Щастя моє», реж. Сергій Лозниця (Україна)
- 2011 — «Мисливець», реж. Бакур Бакурадзе (Росія)
- 2012 — «В тумані», реж. Сергій Лозниця (Білорусь, Латвія, Росія)
- 2013 — «Іда», реж. Павел Павліковський (Польща, Франція, Данія, Велика Британія)
- 2014 — «Плем'я», реж. Мирослав Слабошпицький (Україна)
- 2015 — «Урок», реж. Крістіна Ґрозева, Петар Вилчанов (Болгарія)
- 2016 — «Лілі Лейн», реж. Бенедек Флиґауф (Угорщина)
- 2017 — «Листопад», реж. Райнер Сарнет (Естонія, Нідерланди)
- 2018 — «Мені начхати, якщо ми ввійдемо в історію як варвари», реж. Раду Жуде (Румунія)
- 2019 — «Атлантида», реж. Валентин Васянович (Україна)